# Griff in den Staub (Film)
Griff in den Staub (engl. Originaltitel: Intruder in the Dust) ist ein US-amerikanisches Kriminaldrama unter Regie von Clarence Brown aus dem Jahre 1949. Er basiert auf dem gleichnamigen Roman von William Faulkner, der ein Jahr zuvor erschienen war. Der Film galt bei seiner Entstehung als besonders fortschrittlich im Umgang mit Afroamerikanern und behandelt das Thema des Rassismus in den Südstaaten. Obwohl Griff in den Staub bei Kritikern positive Besprechungen erhielt, wurde er an den Kinokassen zum finanziellen Misserfolg.

## Handlung
Ende der 1940er-Jahre in Yoknapatawpha County, einem ländlichen Landkreis des Bundesstaates Mississippi: Der Waldarbeiter Vinson Gowrie, ein Weißer, wurde hinterrücks erschossen und der schwarze Landbesitzer Lucas Beauchamp als Täter dingfest gemacht. Ein wütender Mob von weißen Menschen sammelt sich um das Gefängnis, in dem der afroamerikanische Tatverdächtige sitzt, und hat sich bereits auf Lucas als Mörder festgelegt. Lucas bittet den weißen Jugendlichen Chick Mallison um Hilfe, dass dessen Onkel – der Anwalt John Gavin Stevens – ihn bei der Mordverdächtigung verteidigen solle. Gegenüber seinem Onkel John erinnert sich Chick, wie seine ungewöhnliche Bekanntschaft mit dem alten Witwer Lucas entstanden ist: Als Chick einmal Kaninchen auf dem Besitz von Lucas gejagt hatte und in einen Bach fiel, wurde er von Lucas aus dem Wasser gerettet. Im Haus von Lucas erhielt er trockene Kleider und Essen. Als der dankbare Chick dem alten Mann Geld geben wollte, lehnte dieser das heftig ab, was Chick verwirrt zurückließ, da er nie gelernt hatte, Schwarze zu respektieren. Wegen seines stolzen, eigenwilligen Auftretens und seines Landbesitzes gilt Lucas bei vielen rassistischen Weißen als verhasst, da diese Afroamerikaner nur als Bedienstete und Untergebene akzeptieren.
Etwas unwillig übernimmt Onkel John den Fall und befragt im Gefängnis Lucas, der jedoch gegenüber dem Anwalt zu den wichtigen Punkten schweigt. In einem vertraulichen Moment fragt Lucas jedoch Chick, ob der den Körper des gerade bestatteten Vinson ausgraben könne. So könne Chick beweisen, dass der Schuss nicht aus der Waffe von Lucas kam. Während Onkel John eine Exhumierung ablehnt, findet Chick eine wichtige Unterstützerin in Miss Eunice Habersham, einer älteren Dame aus guter Familie, die an die Unschuld von Lucas glaubt. In der Nacht schleichen sich Miss Habersham, Chick und Aleck – der afroamerikanische, jugendliche Diener von Chicks Familie – gemeinsam auf den Friedhof und wollen Vinson ausgraben. Doch der Sarg ist leer. Diese Entdeckung elektrisiert auch Onkel John, den Sheriff und weitere Männer, die nun die Umgebung des Friedhofs näher nach dem verschwundenen Leichnam absuchen. Fußabdrücke führen zu einer Stelle mit Treibsand bei einem Bach. Nub Gowrie zieht die Leiche seines Sohnes Vinson aus dem Treibsand. Es stellt sich heraus, dass die Kugel nicht aus der Waffe von Lucas kommen kann.
In der Kleinstadt umzingelt noch immer eine Masse weißer Männer, angeführt von Vinsons Bruder Crawford, das örtliche Gefängnis. Sie wollen Lucas so bald wie möglich lynchen, doch die ehrwürdige Miss Habersham hat sich vor das Gefängnis gesetzt und hält die Männer mit ihrem resoluten Auftreten vorerst ab. Durch eine Aussage von Lucas sind Onkel John und Chick inzwischen zur Schlussfolgerung geraten, dass ein betrügerischer Geschäftspartner von Vinson der Mörder sein muss. Allein die Identität des Geschäftspartners ist unbekannt, weshalb John und der Sheriff eine Falle aufstellen: Es wird verkündet, dass Lucas aus dem Gefängnis entlassen wurde und wieder zu seinem Haus zurückgekehrt sei. Der Täter würde dann zum Haus von Lucas fahren, um sich an diesem zu rächen und ihn zum Stillschweigen zu bringen. Der Sheriff und Vinsons Vater Nub Gowrie warten bei dem Haus von Lucas, wo der wahre Mörder bald bewaffnet erscheint: Es ist Crawford Gowrie, der seinen eigenen Bruder auf dem Gewissen hat, wie Vater Nub bestürzt feststellen muss.
Ungläubig über den weißen Mörder und beschämt über ihr Verhalten geben die Menschen die Belagerung des Gefängnisses auf und Lucas wird in die Freiheit entlassen. Onkel John fragt Lucas, warum er sich zunächst nicht verteidigt, sondern geschwiegen hätte – Lucas entgegnet, dass man ihm als Schwarzem sowieso nicht geglaubt hätte, egal wie er sich auch gegen die Vorwürfe gewehrt hätte. Chick ist überglücklich, da er nun durch seinen Einsatz endlich seine „Schulden“ gegenüber Lucas für dessen Freundlichkeit bei ihrer ersten Begegnung begleichen konnte. Zum Schluss geht Lucas stolz seines Weges durch die Straßen der Kleinstadt.

## Hintergrund

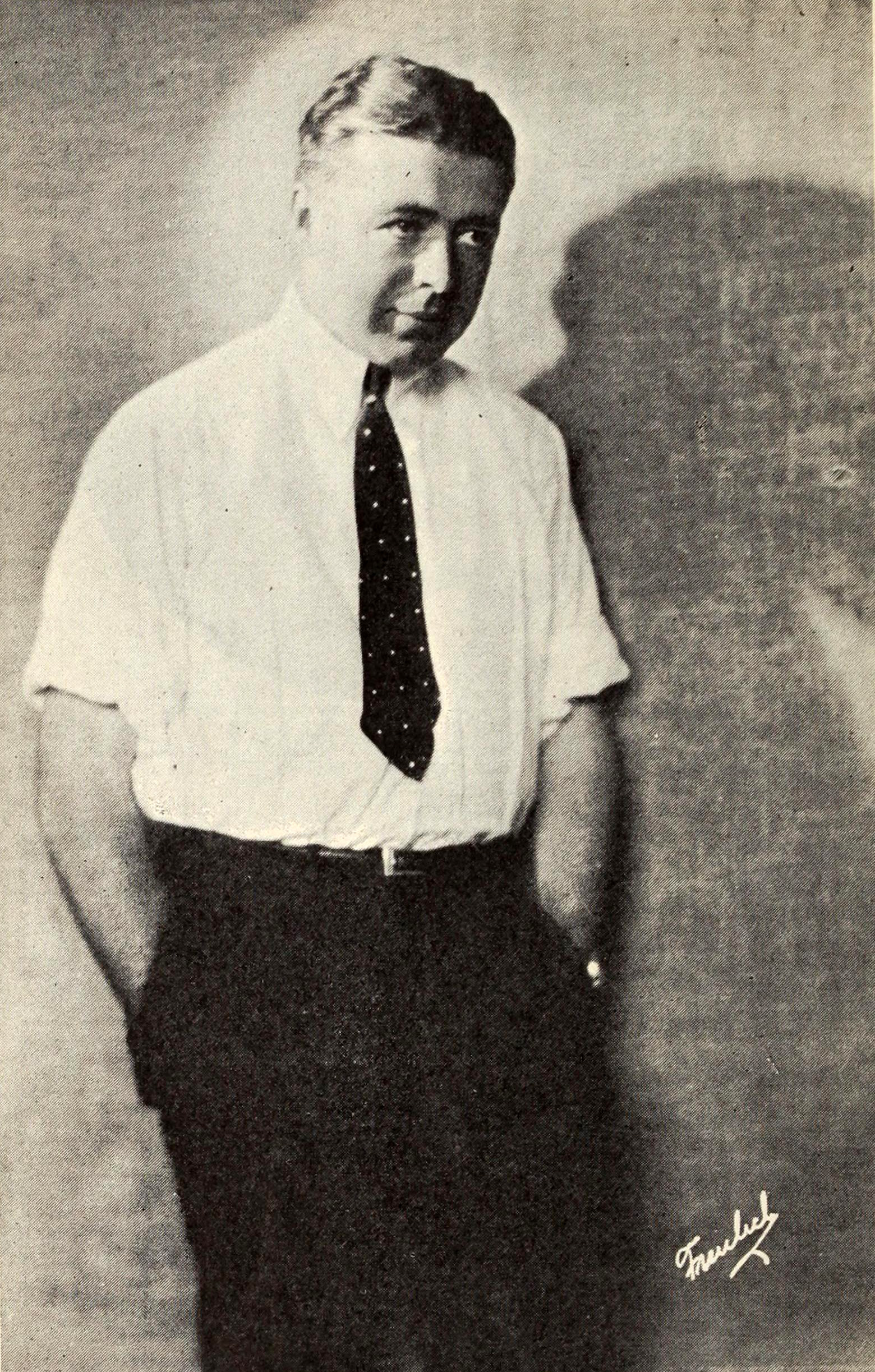
Clarence Brown (1921)

### Vorgeschichte
Die treibende Kraft hinter dem Film war der Regisseur Clarence Brown, der seit Mitte der 1920er-Jahre zu den erfolgreichsten Regisseuren von Metro-Goldwyn-Mayer zählte. Brown war persönlich mit William Faulkner bekannt und ein großer Verehrer von dessen Werken. Ihm war das Thema des Filmes auch aus persönlichen Gründen ein Anliegen: Brown war in Tennessee in den Südstaaten aufgewachsen und war 1906 als Jugendlicher Zeitzeuge von blutigen Rassenunruhen dort gewesen. Der Regisseur hatte Faulkners Roman Intruder in the Dust kurz nach dessen Veröffentlichung gelesen und wollte sofort einen Film daraus machen. Metro-Goldwyn-Mayers Studioboss Louis B. Mayer zeigte sich jedoch zunächst kritisch, da er nicht an den kommerziellen Erfolg eines solchen Filmes glaubte. Der neue MGM-Produktionschef Dore Schary, ein Liberaler mit Vorliebe für „Message-Filme“, setzte sich jedoch für die Entstehung des Filmes ein. Letztlich kaufte man dem in chronischen Geldsorgen steckenden Faulkner die Verfilmungsrechte für 50.000 US-Dollar ab. 1949, im Veröffentlichungsjahr dieses Filmes, wurde Faulkner dann mit dem Nobelpreis für Literatur ausgezeichnet.
Mit 988.000 US-Dollar hatte Film ein damals erstklassiges Budget zur Verfügung, insbesondere angesichts der damals brisanten Thematik. Für MGM, das damals vielleicht größte Studio Hollywoods, war die realistische und problematisierende Machart von Intruder in the Dust allerdings ungewöhnlich. Nicht zuletzt war MGM unter Leitung des konservativen Mayer hauptsächlich für glamouröse, unpolitische Unterhaltung bekannt. Kleinstädte wie in diesem Film wurden sonst meist bei MGM als idyllische Orte gezeigt. Intruder in the Dust war aber nicht der einzige Film, der sich mit Rassismus auseinandersetzte: Ende der 1940er-Jahre entstanden einige Problemfilme wie Pinky oder Tabu der Gerechten, die solche gesellschaftlichen Auseinandersetzungen auch als Reaktion auf die Nationalsozialisten thematisierten. Mit Beginn der McCarthy-Ära Anfang der 1950er-Jahre endete dieser kleine Boom von Filmen, da sie als zu amerikakritisch galten. Ben Maddow, der Drehbuchautor von Intruder in the Dust, wurde etwa während der McCarthy-Ära verfolgt.

### Besetzung
Einen großen Hollywood-Star hatte der Film indes nicht in der Besetzung – allenfalls vielleicht der 15-jährige Claude Jarman junior, der Kinderdarsteller, der drei Jahre zuvor unter Browns Regie in Die Wildnis ruft mit brillanten Kritiken zum Kinderstar aufgestiegen war. Ursprünglich sollte der etablierte Western-Star Joel McCrea den Onkel John spielen, doch er lehnte ab, sodass die Rolle an den Newcomer David Brian ging. Der hatte gerade erst in Die Straße der Erfolgreichen sein Filmdebüt gegeben. Dazu gesellten sich dem Publikum einigermaßen bekannte Nebendarsteller wie Porter Hall, Elizabeth Patterson und Will Geer. Für Juano Hernández als Lucas bedeutete dies seine erste Filmrolle in Hollywood, da er zuvor ausschließlich in afroamerikanischen Independentfilmen mitgespielt hatte und so dem breiten Kinopublikum noch unbekannt war. Intruder in the Dust brachte dem 53-jährigen Theaterveteran Hernandez auch sofort eine Golden-Globe-Nominierung als Bester Nachwuchsdarsteller ein. In den folgenden zwei Jahrzehnten bis zu seinem Tod blieb Hernández ein vielbeschäftigter Charakterdarsteller in Hollywood, der vor allem dadurch auffiel, dass er im Gegensatz zu anderen dunkelhäutigen Schauspielern Angebote für stereotypische Rollen – zum Beispiel als trotteliger oder unterwürfiger Dienstbote – ausschlug.

### Dreharbeiten

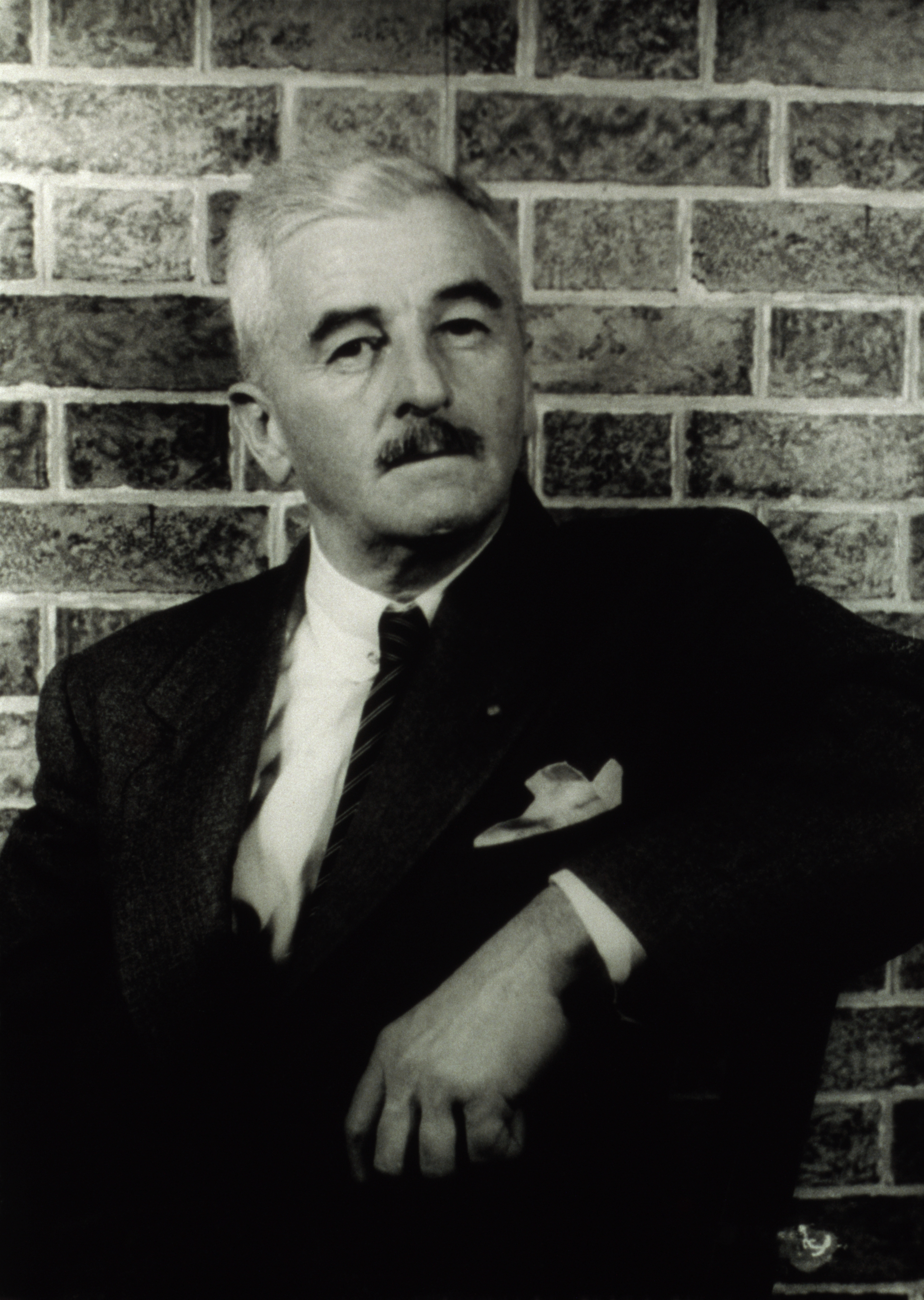
William Faulkner (1954)
Foto: Carl van Vechten

Clarence Brown drehte vor Ort in Faulkners Heimatstadt Oxford (Mississippi), wobei kleinere Rollen sowie die Statistenauftritte mit Einheimischen aus Oxford besetzt wurden. Es wurde an echten Schauplätzen gedreht, was dem Film zusätzliche Authentizität verlieh. Ursprünglich waren einige Bewohner von Oxford kritisch gegenüber der Thematik des Filmes eingestellt, es gelang Brown jedoch, die Wogen bei allen Beteiligten zu glätten. Am Ende waren die allermeisten Bürger über den Besuch aus Hollywood begeistert und betätigten sich freiwillig als Statisten. William Faulkner war zum Zeitpunkt der Dreharbeiten in Oxford anwesend und übersah das Drehbuch von Ben Maddow regelmäßig, er lobte dessen Arbeit, machte aber auch weitere Vorschläge zur Verbesserung: Faulkner sorgte etwa für eine Änderung der Schlussszene, damit diese weniger sentimental wirkte. Zudem half der Schriftsteller dem aus Puerto Rico stammenden Hernández dabei, überzeugend den Akzent eines Afroamerikaners in den Südstaaten hinzubekommen.
Es existierten nicht genug Hotelzimmer  für die Filmcrew in Oxford, sodass viele bei Privatpersonen oder in der örtlichen Universität untergebracht werden mussten. Die dunkelhäutigen Schauspieler wurden allerdings von der Stadt dazu angehalten, nur bei ebenfalls dunkelhäutigen Menschen ihre Unterkunft zu suchen. Hernández lebte beispielsweise während der Dreharbeiten im Haus eines bekannten afroamerikanischen Bestatters.
Adolph Deutsch komponierte zwar die Musik für Vorspann und Abspann, doch ansonsten ließ Brown keinerlei Filmmusik in Intruder in the Dust vorkommen – für einen Hollywood-Film der damaligen Zeit war das Fehlen von Filmmusik äußerst ungewöhnlich. Cedric Gibbons bekam als MGM-Chefarchitekt die szenenbildnerische Oberaufsicht, die Filmbauten wurden von Randall Duell umgesetzt, die Ausstattung besorgte Edwin B. Willis. Für den Ton zeichnete Douglas Shearer verantwortlich, Harry Stradling junior assistierte ungenannt Chefkameramann Robert Surtees.

## Synchronisation
Die deutsche Synchronfassung zum Film entstand 1978 für eine Fernsehausstrahlung der ARD.
| Rolle                    | Schauspieler         | Dt. Synchronstimme |
| ------------------------ | -------------------- | ------------------ |
| Chick Mallison           | Claude Jarman junior | Jan Koester        |
| Onkel John Gavin Stevens | David Brian          | Dieter Eppler      |
| Lucas Beauchamp          | Juano Hernández      | Hans Korte         |
| Miss Habersham           | Elizabeth Patterson  | Margit Weinert     |
| Sheriff Hampton          | Will Geer            | Sigurd Fitzek      |

## Rezeption
Griff in den Staub erlebte seine Welturaufführung am 10. Oktober 1949 in Oxford, Mississippi. Die New Yorker Premiere war am 22. November 1949. In Deutschland, wo der Film nie im Kino gezeigt wurde, erlebte Griff in den Staub exakt 29 Jahre nach der Uraufführung seine Erstausstrahlung im Fernsehen (ARD).
Bei seiner Premiere in den USA erhielt der Film gute Kritiken und galt bei nicht wenigen Kritikern als einer der besten Filme des Jahres. Bosley Crowther schrieb beispielsweise in der New York Times, Regisseur Brown sei ein „brillanter, rührender Film“ gelungen, der „triumphierend ernst, erwachsen“ wirke. Der Film würde realistisch und anhand von einigen Personen die Rassenprobleme des Südens thematisieren; er sei ein „Monument“. Die Darsteller seien herausragend, wobei Crowther vor allem Juano Hernandez in der Rolle von Lucas hervorhob. Trotz Lobes entwickelte sich der Film – wie Louis B. Mayer es vorausgesagt hatte – an den Kinokassen zum Flop. Mit rund 840.000 US-Dollar schaffte Intruder in the Dust es nicht einmal, seine Produktionskosten wieder einzuspielen.
William Faulkner zeigte sich mit der Verfilmung zufrieden: „Ich weiß nicht viel über Filme, aber ich dachte es sei einer der besten, die ich gesehen habe. Mr. Brown kennt sein Medium, und er hat einen feinen Streifen gemacht. Ich wünschte, ich hätte ihn gemacht.“ 1958 fügte er in einem weiteren Interview hinzu: „Ich bin kein häufiger Kinozuschauer, aber den habe ich gesehen. Dieser Juano Hernández ist ein guter Schauspieler – und Mensch, das auch.“ Der amerikanische Filmhistoriker Donald Bogle bezeichnete Intruder in the Dust als Meilenstein für die Rollen von Schwarzen im amerikanischen Film. Die „Darstellung und außerordentliche Präsenz“ von Hernández würde noch heute über fast alle anderen Darstellungen afroamerikanischer Schauspieler im amerikanischen Film herausragen. Kevin Brownlow sah Intruder in the Dust 1968 als besten Film, der „je über dieses Thema“ des Rassismus in den Südstaaten gemacht worden sei. Das Lexikon des Internationalen Films schrieb, der Film sei „deutlich geprägt von humaner Gesinnung, differenziert dargestellt, packend inszeniert.“

„Mit dem Anti-Rassismus-Drama „Griff in den Staub“, nur äußerlich ein Kriminalfilm mit Südstaaten-Lokalkolorit, erfüllte sich Brown, der den Film auch produzierte, einen persönlichen Herzenswunsch. Es entstand ein sehr honoriges, glatte Hollywood-Konfektion weit übersteigendes, ernstes Werk mit ‘Botschaft’.“

## Auszeichnungen
Golden Globe Award
- Nominierung als Bester Nebendarsteller für David Brian
- Nominierung als Bester Nachwuchsdarsteller für Juano Hernández

British Academy Film Award
- Auszeichnung mit dem United Nations Award
- Nominierung als Bester Film

National Board of Review
- Auszeichnung als einer der zehn besten Filme des Jahres 1949

New York Film Critics Circle
- 2. Platz bei der Wahl zum Besten Film
- 2. Platz bei der Wahl zur Besten Regie für Clarence Brown
- 3. Platz bei der Wahl zum Besten Hauptdarsteller für Juano Hernández

Writers Guild of America Award
- Nominierung für das Beste Drehbuch des Jahres für Ben Maddow